# Роберт Куртгёз
Роберт Куртгёз (норм. Robert Courte-house, англ. Curthose; ок. 1054 — 3 февраля 1134, Кардифф) — граф Мэна (1063—1069, 1073—1091), герцог Нормандии (1087—1106).
Роберт Куртгёз был старшим сыном герцога Нормандии Вильгельма, завоевавшего Англию в 1066 году. В последний год жизни отца между ними произошёл конфликт, и наследство было поделено в пользу Вильгельма Рыжего: Роберт получил нормандское герцогство, а его брат стал королём Англии. Мятеж сторонников Куртгёза провалился, и вскоре он был вынужден защищать свои владения от вторжения Вильгельма.
В 1096 году Роберт заложил Нормандию английскому королю и стал одним из предводителей Первого крестового похода. В 1100 году Вильгельм Рыжий был убит, и трон занял его младший брат Генрих Боклерк. После возвращения из крестового похода Роберт вторгся в Англию, но вскоре заключил с королём мирное соглашение. В последующие годы Генрих заручился поддержкой большинства нормандских магнатов и начал военную кампанию против Куртгёза. В 1106 году в битве при Теншебре армия герцога потерпела поражение, а сам он попал в плен. Остаток жизни Куртгёз провёл в Англии под домашним арестом.
В текстах, написанных в период заключения Роберта, хронисты отмечали его доблесть и щедрость, но характеризовали герцога как некомпетентного правителя, которому была свойственна недальновидность и излишняя мягкость. В последние десятилетия устоявшиеся взгляды на Куртгёза были подвергнуты переоценке.

## Ранние годы
Роберт Куртгёз был старшим сыном герцога Нормандии Вильгельма и его жены Матильды Фландрской. Год его рождения точно неизвестен. Роберт упоминается в хартии, датированной 1051 годом, но аутентичность этого свидетельства подвергается сомнению. Историк Дэвид Бейтс полагает, что старший сын Вильгельма родился в 1053—1054 году.
Уильям Мальмсберийский и Ордерик Виталий пишут, что Роберт был невысоким и кряжистым, и упоминают случай, когда отец назвал его Curta или Brevis Ocrea (норм. Courte-house), что переводится как «короткие штаны». Его рост иногда объясняют наследственностью, поскольку при раскопках в месте захоронения его матери был найден скелет, чей рост не превышает полутора метров, но принадлежность этих останков Матильде достоверно не установлена.

### Титул мэнского графа
В 1051 году умер граф Мэна Гуго IV, и его вдова Берта де Блуа с малолетними детьми Гербертом и Маргаритой были изгнаны жителями Мана. Его владения перешли под контроль графа Анжу Жофрея II Мартеля, сюзерена Гуго и противника Вильгельма Нормандского. Предполагается, что Берта де Блуа была инициатором договорённостей, согласно которым Герберт признавал сюзеренитет герцога Нормандии над графством Мэн, обещал выдать свою сестру Маргариту замуж за Роберта Куртгёза и назначил Вильгельма наследником в случае своей смерти при отсутствии потомков.
Жофрей II скончался в 1060 году, и графство Анжу перешло его племяннику Жофрею III. В 1062 году умирает Герберт, которому на тот момент было не более 15 лет. Его титул переходит графу Вексена Готье III, женатому на сестре Гуго IV Биоте и поддерживаемому местной антинормандской элитой и Жофреем III. Готье, будучи племянником Эдуарда Исповедника, являлся потенциальным соперником Вильгельма в борьбе за английское наследство.
В 1063 году герцог Нормандии вторгся в Мэн и захватил графство. Пленённые им Готье и Биота умерли в том же году при невыясненных обстоятельствах. Роберт и Маргарита принесли оммаж Жофрею III в качестве наследников Герберта на церемонии в Алансоне в присутствии Вильгельма, отвоевавшего ранее этот город у предыдущего анжуйского графа. Маргарита умерла, не достигнув брачного возраста, и была похоронена в аббатстве Фекан.
Нормандская власть не пользовалась популярностью в Мэне. В 1069 году в графство прибыл Альберто Аццо II д’Эсте, женатый на сестре Гуго IV Герсенде. При поддержке местных жителей он изгнал нормандских рыцарей, и его юный сын Гуго был провозглашён графом Мэна. Оставив Герсенду с сыном под опекой барона Жофрея II де Майена, Аццо вернулся в Италию. Жофрей, вступив в конфликт с жителями Мана, отправил Гуго к отцу, и в 1072 году был изгнан из города войсками Фулька IV Анжуйского. В марте 1073 года в Мэн вошла армия вернувшегося из Англии короля Вильгельма. Анжуйские войска оставили Ман, и город сдался нормандцам.

### Статус наследника в Нормандии
Хартия 1063 года упоминает Роберта как избранного его родителями наследника. У французских королей и ряда их вассалов было принято назначать наследников соправителями ещё при жизни монарха. Герцоги Нормандии ограничивались приведением магнатов к клятве верности своему избраннику. Из текстов Ордерика следует, что в случае с Куртгёзом соответствующая церемония состоялась перед отплытием Вильгельма в Англию в 1066 году. У герцогов Нормандии также было принято призывать к клятве верности наследнику своих младших сыновей, но Вильгельм, судя по всему, не последовал этой традиции.
Остаётся неясным, принимал ли Роберт участие в правлении герцогством при жизни отца. Считается, что король Англии оставался единоличным властителем в своих землях, предпочитая в случае необходимости передавать полномочия своей супруге Матильде. Хроника Gesta Normannorum Ducum, составленная не позднее 1071 года, говорит о том, что Роберт принял от отца правление герцогством (лат. in ducatu genitori Rodbertus successit, functus honore paterno, et utinam tempore longo). В более поздних её редакциях, относящихся к рубежу XI—XII веков, этот текст отсутствует. С 1067 года Роберт начинает упоминаться в хартиях как «граф нормандцев». Прежние наследники герцогов Нормандии такого титула не удостаивались. Джордж Гарнетт полагает, что происхождение и малое количество этих хартий не позволяет принять их как свидетельство получения Робертом статуса правителя.

## Мятеж против отца
Главным источником информации о конфликте Роберта с отцом являются написанные в правление Генриха I книги «Церковной истории» Ордерика Виталия, негативно настроенного по отношению к старшему сыну Вильгельма. Хронология описываемых им событий запутанна и противоречива. Датировки хартий показывают, что мятеж произошёл в промежутке между сентябрём 1077 и апрелем 1080 года. Кэтрин Лак считает, что мятеж продолжался не дольше года, и Роберт с отцом примирились к Рождеству 1079 года.
Во второй половине 1070-х годов Вильгельм только однажды покидал Нормандию и мог руководить герцогством самостоятельно. В конце этого периода король и наследник вступили в типичный для той эпохи конфликт. Ордерик пишет, что Роберт стал требовать у отца передачи правления в Мэне и Нормандии, чьи магнаты уже приносили Куртгёзу клятвы верности как своему правителю. Вильгельм отвечал, что он не откажется от власти в родных землях до своей смерти, и призывал сына проявлять себя как достойного наследника и с терпением ждать своего часа.

### Начало боевых действий
Ордерик связывает начало конфликта с событиями, произошедшими в л’Эгле во время военного похода. Дэвид Бейтс предлагает гипотезу, согласно которой речь идёт о кампании против Ротру II Першского, которая могла быть предпринята летом 1078 года в связи с убийством Мабель де Беллем. Как пишет Ордерик, младшие братья Вильгельм и Генрих обмочили Куртгёза и его свиту с верхнего этажа дома, когда тот играл в кости. Началась драка, которую остановил явившийся на шум король. Следующей ночью Роберт со спутниками покинул расположение армии и попытался захватить Руан, но потерпел неудачу. Король приказал арестовать мятежников, большинству из которых удалось бежать.
Куртгёза поддерживали многие молодые представители видных нормандских династий: Роберт де Беллем, Уильям де Бретёй, Роберт де Монбрей, сыновья Гуго де Гранмениля Иво и Обри, сын Ричарда Фиц-Гилберта Роджер. К ним также присоединились представители старшего поколения, такие как Ральф де Конш. Гуго де Шатонёф-ан-Тимере, зять Роберта де Беллема, предоставил мятежникам убежище в своих крепостях, расположенных к югу от границ Нормандии. Вильгельм приступил к их осаде.

### Сражение с Вильгельмом

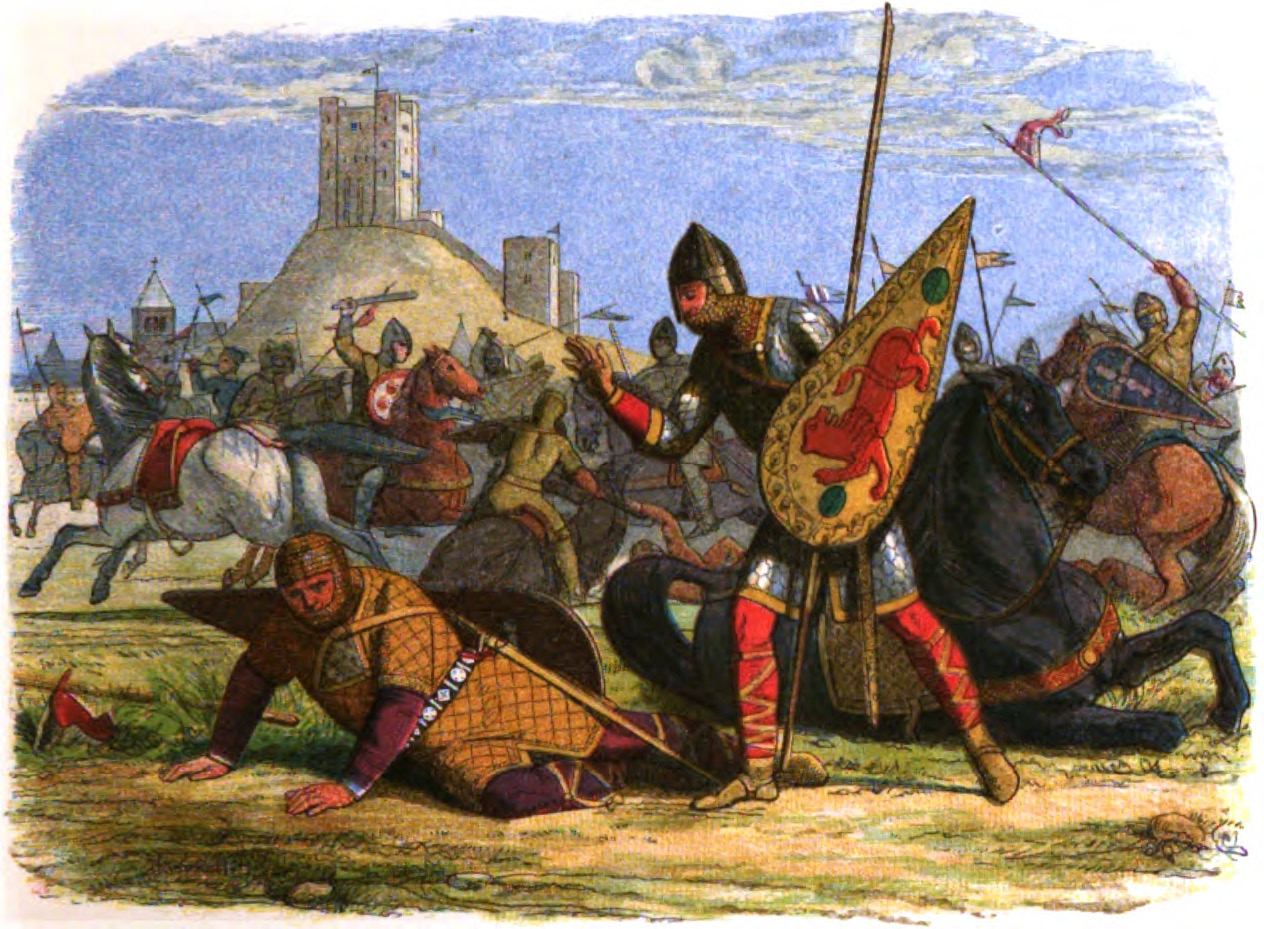
Роберт Куртгёз ранит своего отца. Гравюра Эдмунда Эванса по картине Джеймса Дойла (1864).

Хроники 1079 года говорят о бегстве Куртгёза ко двору его дяди Роберта I Фризского. Матильда Фландрская втайне от мужа оказывала сыну материальную помощь. Узнав об этом, Вильгельм в ярости приказал ослепить одного из её гонцов. В дальнейшем Роберт Куртгёз обосновался в замке Жерберуа, главном укреплении французского короля Филиппа I у границ Нормандского Вексена, и угрожал оттуда набегами на владения отца. В первых месяцах 1079 года началась осада замка англо-нормандской армией, во время которой Вильгельм достиг мирного соглашения с Филиппом. Английский король вступил в сражение с мятежниками, в ходе которого «под ним была убита лошадь, а его сын Вильгельм был ранен, а многие его воины убиты». Иоанн Вустерский пишет, что Роберт, ранив отца в руку, узнал его голос и спешился, велев ему уезжать верхом на своём коне. Для аудитории хрониста это было ясной отсылкой к истории о Давиде, пощадившем Саула в Адолламской пещере. Вильгельм после трёхнедельной осады отступил в Руан, а Роберт вернулся во Фландрию.

### Примирение
Согласно Ордерику, группа нормандских магнатов, сыновья многих из которых принимали участие в мятеже, обратилась к королю с просьбой о примирении с Робертом и помиловании его товарищей. Свою роль в разрешении конфликта также сыграл Симон де Вексен, ровесник Роберта, выросший при дворе Вильгельма. Весной 1079 года он встречался с Филиппом I с дипломатической миссией по поручению Гуго Клюнийского. Из жизнеописания монаха следует, что 10 марта он вместе с королём Франции присутствовал в Компьене при помещении плащаницы в новый реликварий, предоставленный Матильдой Фландрской, а на следующий день спешно отправился в Нормандию, чтобы поспособствовать примирению английского короля с наследником.
Отношения Роберта с отцом восстановились не позднее весны 1080 года. В хартии, составленной во время празднования Пасхи в Руане, среди присутствующих указаны Вильгельм с супругой, их старшие сыновья, а также архиепископы Вьена и Буржа — представители папы Григория VII, который демонстрировал свою заинтересованность в окончании конфликта. Хартии января того же года также были составлены в присутствии сыновей короля. Поскольку младшему из них, Генриху, на тот момент было лишь 11 лет, речь, по всей видимости, идёт о Роберте и Вильгельме.

## Последние годы правления Вильгельма Завоевателя
После окончания конфликта Куртгёз вместе с отцом впервые отправился в Англию. Осенью 1080 года он возглавил поход против Малькольма III. В Фолкерке Куртгёз встретился с шотландским королём, который не стал вступать в сражение. Роберт заключил с Малькольмом мир, а также стал крёстным отцом его дочери Эдиты. На обратном пути Куртгёз возвёл на месте римского форта на реке Тайн новый деревянный замок, вокруг которого впоследствии вырос город Ньюкасл.
В 1081 году замок Ла-Флеш на юге Мэна был захвачен анжуйско-бретонскими войсками и сожжён. Его владелец Жан де Боженси был вассалом Фулька IV и союзником Вильгельма, который отправился с войсками в свои южные владения. В результате между английским королём и анжуйским графом было заключено соглашение, закреплявшее статус-кво, и Роберт как граф Мэна принёс оммаж Фульку.

### Повторное изгнание
Как утверждает Ордерик, Роберт вскоре после примирения с отцом снова вступил с ним в конфликт и надолго покинул Нормандию. В связи с этим часто высказывалось мнение, что упомянутый хронистом пятилетний период изгнания относился к 1080-м годам. Такая хронология не подтверждается хартией, заключённой в присутствии Роберта в Глостере в Рождество 1085 года. Король вернулся в Нормандию лишь осенью, что указывает на то, что второй конфликт Роберта с отцом не мог длиться более года.
Существует мало источников информации о последнем годе правления Вильгельма и деятельности Роберта в это время. К этому периоду относится хартия, заключённая в Руане в присутствии короля Англии и его сына Вильгельма Рыжего. Летом 1087 года войска Вильгельма Завоевателя захватили и разграбили приграничный город Мант во Французском Вексене. Согласно Ордерику, поводом для карательной экспедиции стали разорительные рейды местного гарнизона, доходившие до окрестностей Эврё.

### Смерть короля

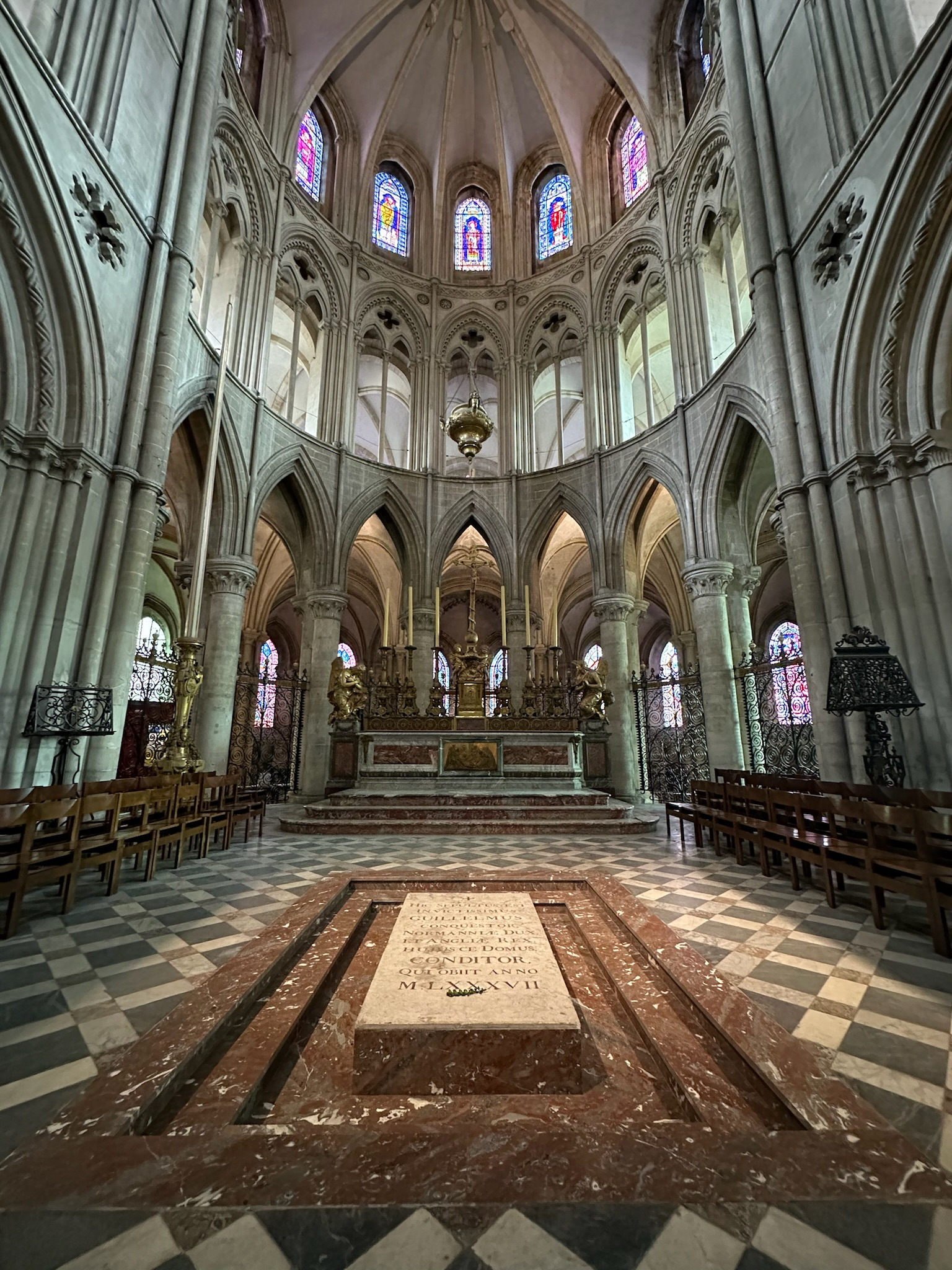
Надгробие Вильгельма Завоевателя в аббатстве Сент-Этьен

Король вернулся в Руан из похода будучи больным. Болезнь Вильгельма длилась несколько недель. По воспоминаниям Ансельма Кентерберийского, король рассчитывал на своё выздоровление. 9 сентября 1087 года Вильгельм Завоеватель скончался. Свои регалии он завещал аббатству Сент-Этьен.
Имеющиеся свидетельства о последних моментах жизни Вильгельма нельзя назвать достоверными. Короткий текст De obitu Willelmi долгое время считался аутентичным, однако впоследствии было показано, что он является компиляцией фрагментов из «Жизни Карла Великого» и «Жизни императора Людовика». Главной темой этого документа является недовольство короля Робертом Куртгёзом и желание полностью лишить его наследства в пользу своего среднего сына. Текст говорит о передаче регалий Вильгельму Рыжему и не упоминает его младшего брата Генриха. Также пространная предсмертная речь короля содержится в «Церковной истории» Ордерика Виталия. Хронист вкладывает в уста Вильгельма собственные рассуждения о преходящей природе земной власти и кровопролитном завоевании Англии.
Источники сходятся в том, что при умирающем Вильгельме присутствовал его младший сын Генрих, получивший по завещанию крупную сумму денег, а избранный английским наследником Вильгельм Рыжий спешно покинул Руан в направлении берегов Ла-Манша, где оставался до получения известий о смерти отца. Как пишет Ордерик, король поручил Обри де Куси призвать старшего сына принять правление Нормандией. Согласно Роберту де Ториньи, Куртгёз во время этих событий находился в Абвиле в нескольких днях пути от Руана. Это указывает на то, что его присутствие у смертного одра было нежелательным, либо кончина Вильгельма наступила неожиданно быстро.

## Борьба за наследство

### Восшествие Вильгельма Рыжего на престол
Традиционно английские короли перед своей смертью назначали наследника, советуясь с членами семьи, после чего тот получал формальное одобрение витана. После нормандского завоевания центральное место при передаче власти новому королю стала занимать церемония помазания и коронации, которая у англосаксонских монархов могла проводиться спустя месяцы или даже годы после восшествия на престол. Это объясняет, почему Вильгельм Рыжий отправился к Ла-Маншу столь поспешно, что не стал провожать отца в последний путь. Первым делом по прибытии в Англию наследник установил контроль над королевской казной в Винчестере.

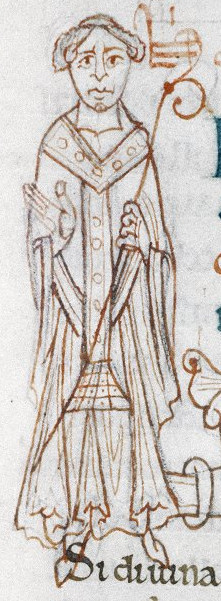
Изображение Ланфранка в MS Bodley 569, года

Избрание Вильгельма Рыжего новым королём было довольно неожиданным, особенно с учётом его известной гомосексуальности, из-за которой в его жизни не было жён, любовниц и потомков. Хартии последних лет правления Вильгельма Завоевателя также не содержат свидетельств изменения статуса его среднего сына. Согласно Эдмеру, близкий друг покойного короля кентерберийский архиепископ Ланфранк, в чьём доме воспитывался Вильгельм Рыжий, не ожидал такого развития событий и изначально не был расположен к тому, чтобы содействовать восшествию на престол прибывшего к нему нового наследника. Вильгельм Рыжий обещал ему, что в своё правление он будет всячески защищать права церкви и во всём следовать совету архиепископа. Через две недели Ланфранк всё же согласился короновать своего воспитанника. Вероятно, важным фактором стало его стремление утвердить особый статус Кентербери, поскольку предыдущие две коронации проводились архиепископом йоркским.

### Мятеж против нового короля
Смерть Вильгельма Завоевателя была первым случаем, когда английский король скончался за пределами страны, и никто не представлял перед ним местные интересы касательно судьбы его наследия. Старая англосаксонская аристократия потеряла влияние в годы после завоевания, а местные представители церкви не присутствовали при умирающем монархе. Для нормандских магнатов ситуация осложнялась тем, что они владели землями по обе стороны Ла-Манша и теперь должны были служить двум синьорам одновременно. Спустя несколько недель после коронации Вильгельма II они начали объединяться с целью его свержения в пользу Куртгёза, которому они прежде давали клятвы верности.

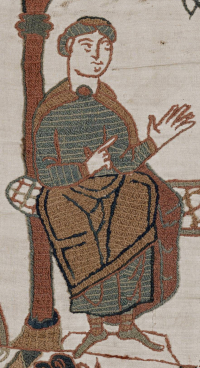
Изображение епископа Одо на гобелене из Байё

Главным инициатором этого предприятия был единоутробный брат Вильгельма Завоевателя епископ Одо, выпущенный Робертом на свободу с компенсацией разграбленных его отцом владений. Среди заговорщиков были такие сподвижники почившего короля, как Роберт де Мортен, Жофрей де Монбрей, Роберт де Беллем, Евстахий II Булонский. Одо отправился в Англию, где он присутствовал при рождественском дворе Вильгельма II, который вернул своему дяде его английские владения и титул кентского эрла. Епископ заручился поддержкой Уильяма д’Э, Роберта де Монбрея, Роджера Биго, Гуго де Гранмениля, Жофрея де Мандевиля, а также ряда представителей кланов Монтгомери и Клер. Из десяти богатейших магнатов Англии верны Вильгельму II остались только трое: Уильям де Варенн, Алан Рыжий и Гуго д’Авранш. Роберт Куртгёз в это время собирал флот для вторжения, для чего он прибегал к помощи пиратов в захвате кораблей. Герцог должен был готовиться к войне с оглядкой на возможную угрозу со стороны соседей, в отличие от своего отца, чья английская кампания 1066 года велась на фоне междоусобного конфликта в Анжу и регентства во Франции тестя Вильгельма Балдуина.

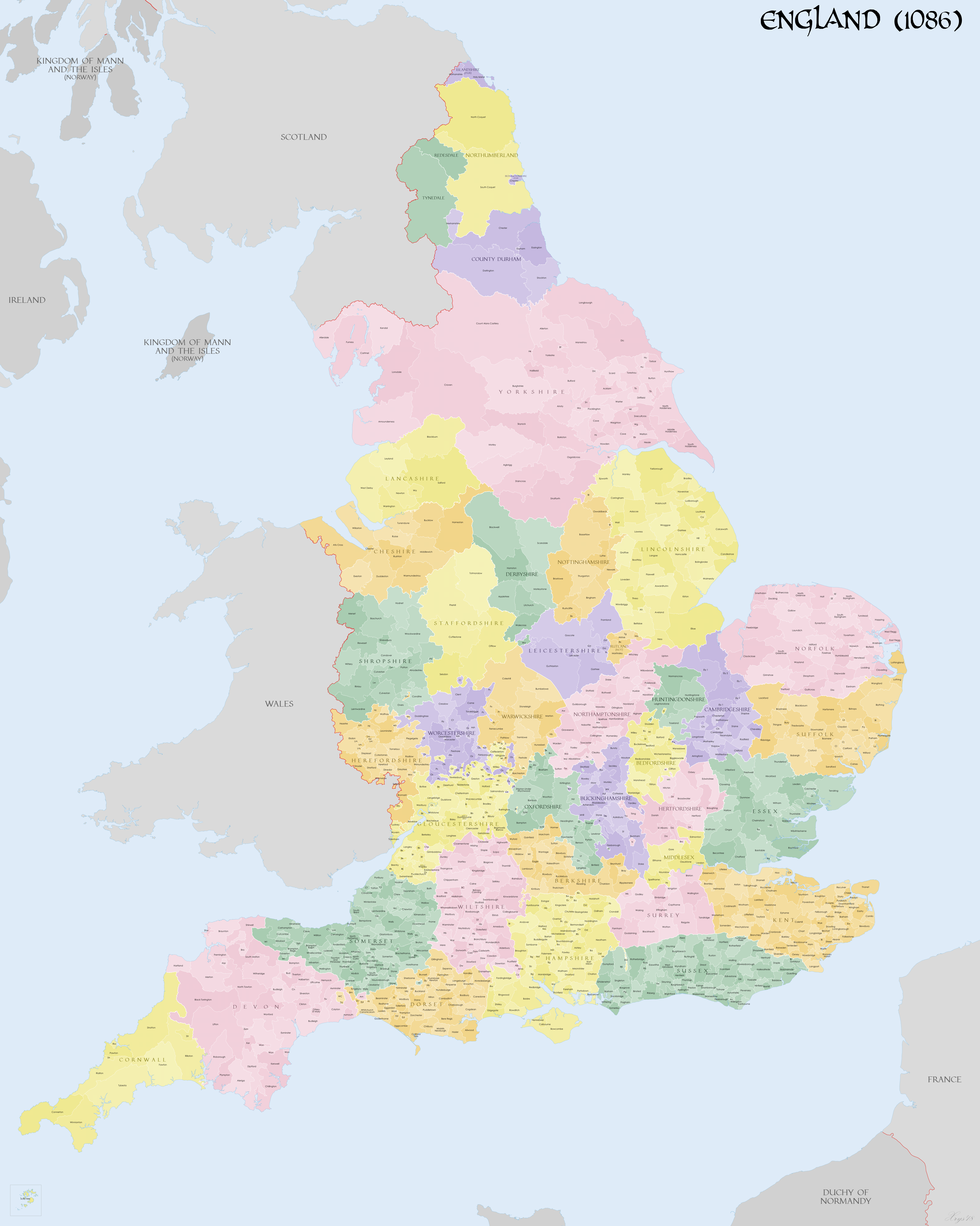
Англия в 1086 году. Основные события мятежа разворачивались на юго-востоке королевства в Суссексе и Кенте.

Большинство источников относят начало мятежа к апрелю 1088 года, когда многие вассалы не явились к пасхальному двору короля. Обвинённый в соучастии епископ Дарема Уильям в De Iniusta Vexacione Willelmi Episcopi Primi говорит о том, что к 12 марта (лат. quarto Idus Martii) его усилиями уже были подавлены выступления в Дувре, Гастингсе и Лондоне. Фрэнк Барлоу полагает, что боевые действия начались ещё зимой, в то время как Ричард Шарп допускает, что из-за описки могла быть искажена изначальная дата 12 мая (quarto Idus Maii).
Мятежники укрепили свои замки и стали ожидать подкреплений из Нормандии. Епископ Одо собрал свои войска в Рочестере, расположенном между Лондоном и Кентербери. К ним присоединился отправленный с континента передовой отряд рыцарей с Евстахием III и сыновьями Роджера де Монтгомери. Вильгельм II начал собирать армию в Лондоне, пообещав англичанам отмену всех несправедливых налогов и возвращение прав на доступ к лесам и охоту. Мятежи вспыхнули в разных концах страны, но главной целью короля стал Кент, где находились основные силы его противников. Его армия быстро захватила Тонбридж и осадила расположенный у берегов Ла-Манша замок Певенси, в котором укрывались епископ Одо и Роберт де Мортен. Подкрепления, отправленные Куртгёзом, были перехвачены королевским флотом, гарнизон стал испытывать нехватку продовольствия и сдался после шестинедельной осады. Вскоре пал и Рочестер. Мятежникам была сохранена жизнь, многие из них получили прощение Вильгельма. Так, епископ Одо был лишён своих английских владений и навсегда изгнан из королевства, в то время как его брат Роберт избежал конфискации имений.

## Начало правления в Нормандии
Историки начала XX века преимущественно соглашались с Ордериком Виталием, характеризовавшим Роберта Куртгёза как неспособного, недальновидного и расточительного правителя. Современные исследователи дают более взвешенную оценку деятельности герцога, который был вынужден с самого начала решать множество проблем, с которыми не сталкивались его предшественники. С потерей Англии нормандские магнаты стали соперничать между собой за гораздо более ограниченные ресурсы, в то время как Роберт ненамного превосходил крупнейших из них богатством своего домена. Казна герцогства, прежде получавшая значительные поступления из Англии, понесла ощутимые потери в связи с наследством Генриха Боклерка и последним военным походом его отца. Со смертью Вильгельма Завоевателя нормандские магнаты изгнали его гарнизоны из своих крепостей, что также ослабило контроль Роберта над герцогством. С началом правления Куртгёзу пришлось противостоять влиянию Вильгельма II в Верхней Нормандии, а в центральных и западных регионах во многом полагаться на поддержку амбициозных Роберта де Беллема и Генриха Боклерка.
Младший брат герцога получил от него после смерти отца титул графа Котантена в обмен на 3 тысячи фунтов. После провала мятежа Генрих отправился в Англию, чтобы добиться завещанных ему матерью земель в Глостершире и Бакингемшире. Вильгельм II уже пожаловал их сыну шерифа Кента за помощь в подавлении мятежа, и младший брат короля вернулся в Нормандию ни с чем. По прибытии Генрих был арестован и лишён графского титула, но уже в следующем году был отпущен на свободу. Вместе с ним был схвачен и Роберт де Беллем. Узнав об этом, его отец Роджер де Монтгомери прибыл на континент и вступил в противостояние с герцогом в обширных владениях своей семьи, сосредоточенных на границах Нормандии, Мэна и Перша. Вильгельм Завоеватель обеспечивал лояльность Роджера, предоставляя ему большую независимость и одаривая землями в Англии. Для Куртгёза влияние семьи Беллем стало представлять угрозу. Вместе с тем он не мог конфисковать нормандские владения Роберта де Беллема, поскольку тот лишь управлял землями, собственником которых был Роджер де Монтгомери.

### Мэн
В августе Роберт Куртгёз с армией отправился утверждать свою власть в Мэне. По пути в столицу графства ему пришлось силой брать принадлежащий Роберту де Беллему замок Баллон. Получив поддержку мэнско-анжуйских магнатов, герцог взял измором замок Сен-Сенери на северной границе Мэна, после чего некоторые из его защитников были изувечены, а кастелян ослеплён. За сорок лет до этого дед Роберта де Беллема Уильям Талвас так же обошёлся с тогдашним владельцем Сен-Сенери Уильямом Жируа. Герцог передал замок племяннику последнего и вступил в переговоры с Роджером де Монтгомери, по итогам которых между ними был заключён мир, а Роберт де Беллем выпущен на свободу.
Власть нормандцев в Мэне оставалась непрочной, и уже в 1089 году Роберт Куртгёз был вынужден просить у Фулька IV помощи в подавлении восстания. Граф согласился при условии, что за него будет выдана племянница Уильяма д’Эврё Бертрада. Чтобы получить согласие опекуна, герцогу пришлось передать ему земли, ранее принадлежавшие дяде Уильяма Ральфу де Гасе.
Вскоре установить контроль над Мэном попытался Эли де ла Флеш, племянник Гуго IV. Он захватил Баллон и пленил верного Роберту епископа Мана Хоэля, но спустя несколько месяцев был вынужден отпустить его, не добившись поддержки местных жителей. В 1091 году в Мэн вновь прибыл Гуго д’Эсте, поддерживаемый магнатами во главе с Жофреем де Майеном. Уже в следующем году он вернулся в Италию, продав графский титул Эли.

### Эвресен
В начале своего правления Роберт пожаловал племяннику Уильяма д’Эврё Уильяму де Бретёю расположенный у границ с владениями французского короля замок Иври, чей кастелян Роджер де Бомон получил взамен замок Брионн. Новый кастелян Иври Асцелин Гоэль, правнук Гуго д'Иври, считал замок своим наследным владением и передал его герцогу, рассчитывая, что тот назначит его полноправным хозяином. Но Роберт согласился продать Иври за 1500 ливров Уильяму де Бретёю, который лишил Асцелина и остальных владений. Тот ответил войной, в которой его поддержала семья Монфор, и в феврале 1091 года ему удалось пленить своего соперника.
В свою очередь, согласно Ордерику, прибывший из Англии сын Роджера де Бомона Роберт де Мёлан стал оспаривать перед герцогом передачу Иври. Куртгёз арестовал его и пожаловал Брионн представителю семьи Клер Роджеру де Бьенфету. Согласно De Libertate Beccensis, Роберт де Мёлан сам инициировал обмен, а его арест был связан с его попытками установить контроль над аббатством Бек. Престарелый Роджер де Бомон прибыл ко двору герцога и уговорил того освободить его сына и вернуть Брионн в обмен на крупную сумму денег. Новый владелец отказался отдавать замок, принадлежавший прежде родоначальнику его династии, но тот быстро был захвачен совместными усилиями Куртгёза и де Бомонов. Роберт де Мёлан убедил герцога предоставить Клерам в качестве компенсации другие земли.
Ещё одним противостоянием в регионе стала война Ральфа де Конша и Уильяма д’Эврё, которую Ордерик объясняет конфликтом между их жёнами. В ходе неё Ральф тщетно просил помощи у герцога, после чего обратился за ней к английскому королю.

### Эксм
Передача замка Эксм в управление Гилберту де л’Эглю была негативно воспринята Робертом де Беллемом, который осадил крепость в январе 1090 года, но вынужден был отступить. Племянник Гилберта вступил в союз с Жофреем де Мортанем, который также вёл боевые действия против их общего противника. Роберт де Беллем продолжал усиливать своё влияние в графстве, и герцог был вынужден сотрудничать с ним. В 1091 году они вместе участвовали в осаде Курси против Ричарда де Курси и Гуго де Гранмениля, которую им пришлось прервать из-за вторжения в Нормандию войск английского короля.

### Противостояние с братьями

#### Вмешательство Вильгельма II

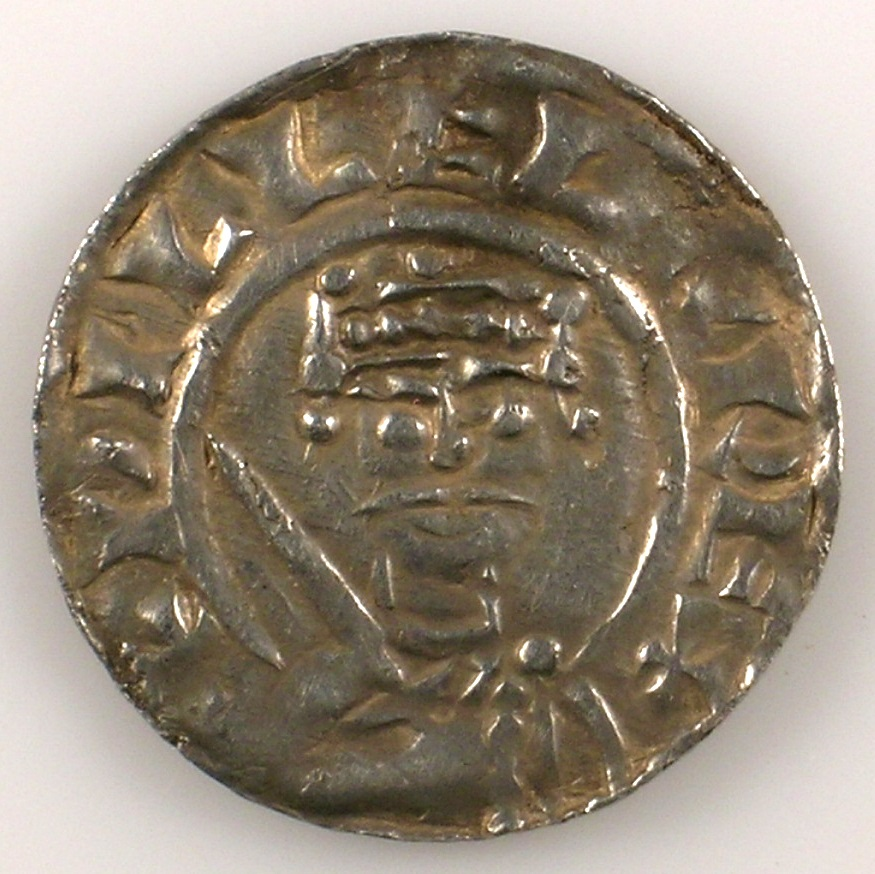
Серебряный пенни Вильгельма II

Вильгельм II уже в 1089 году начал обзаводиться союзниками в Верхней Нормандии. В их число вошли Вальтер де Сент-Валери, Этьен Омальский, Роберт д’Э, Герард де Гурне, Вальтер Гиффард и Ральф де Мортимер. Союзником герцога в регионе был Эли де Сен-Санс. Роберт выдал за него свою внебрачную дочь, чьим приданым были Арк и Бюр. К концу августа герцог при поддержке магнатов из других регионов Нормандии захватил Э. Король Франции помог ему завладеть Ла-Ферте, замком Герарда да Гурне, за что получил в награду Жизор. Согласно Уильяму Мальмсберийскому, в дальнейшем Филипп I не участвовал в конфликте, получив за это плату от Вильгельма II.
Английский король заручился поддержкой группы влиятельных жителей Руана. В конце октября 1090 года её лидер, богатейший бюргер столицы Конан Пилат, призвал в город армию верхенормандских союзников Вильгельма. Роберт узнал о заговоре и стал собирать в Руане войска. 3 ноября люди Конана впустили в город рыцарей союзника английского короля Рейнальда де Варенна и запрели южные ворота города, к которым прибыла армия верного герцогу Гилберта де л’Эгля. В Руане начались уличные бои. Роберт Куртгёз и Генрих Боклерк вывели свои войска из городского замка. Согласно Ордерику, герцог, следуя совету своих спутников, покинул столицу и дожидался окончания мятежа в приорате Нотр-Дам-дю-Пре на противоположном берегу Сены. Его младший брат остался руководить обороной города. Сторонникам герцога удалось захватить южные ворота и обратить королевских рыцарей в бегство. Конан попал в плен и был сброшен с башни Генрихом Боклерком.

#### Перемирие
В начале 1091 года Вильгельм II прибыл в Нормандию. Филипп I направил против него свою армию, но деньги английского короля убедили его отвести войска. Братья вступили в переговоры при посредничестве Уильяма де Сен-Кале и заключили соглашение, по которому Роберт передавал английскому королю сюзеренитет над мятежными верхненормандскими магнатами, аббатство Фекан, а также принадлежащие Генриху Боклерку Шербур и Мон-Сен-Мишель на западе герцогства. По условиям договора также был лишён нормандских владений и изгнан в Шотландию Эдгар Этелинг. Союзникам Куртгёза должны были быть возвращены изъятые владения в Англии, и ему самому также причитались земли в королевстве. Братья договаривались о взаимопомощи в установлении контроля над землями, доставшимся им от отца. Договор назначал Роберта наследником Вильгельма, а Вильгельма — наследником Роберта в случае, если у герцога не будет легитимных наследников.
Генрих Боклерк, недовольный таким соглашением, собрал армию из нормандских и бретонских наёмников и приготовил свои крепости к обороне. Войска его старших братьев продвигались на запад, не встречая сопротивления, и после непродолжительной осады Мон-Сен-Мишеля Генриху позволили уйти в Бретань со своим имуществом. В мае Малкольм III вторгся в Нортумбрию, и летом Роберт с Генрихом отправились в Англию. Осенью между королями был заключён мирный договор при посредничестве Куртгёза и Эдгара Этелинга.
Незадолго до Рождества Роберт покинул двор Вильгельма и вернулся в Нормандию. Весной 1092 года он вместе с Филиппом I помогал Уильяму де Бретёю во взятии Бреваля, вынудив Асцелина Гоэля вновь уступить Иври. В дальнейшем Роберт де Беллем, который также участвовал в осаде, двинул свои войска против Сен-Сенери. Гарнизон Роберта Жируа поддался тревожным слухам и в панике оставил замок.
Генрих Боклерк вскоре после изгнания начал возвращать себе контроль над территориями на западе Нормандии. Его союзниками в регионе были Ричард де Ревьер, Роджер де Мандевиль и Гуго д’Авранш, которому он пожаловал Сен-Жам. Генриха также начал поддерживать Вильгельм II. Вместе с тем такие противники Боклерка, как Роберт де Мортен и Жофрей де Монбрей, перестали представлять для него угрозу. В 1092 году он при поддержке местных жителей прочно обосновался в Донфроне. Роберт де Беллем потерял важный для себя город, и в дальнейшем Генрих разорял его земли. В этом ему содействовал Роберт Жируа, чья новая крепость Монтегю была впоследствии осаждена Робертом де Беллемом при поддержке герцога. В результате Жируа согласился срыть укрепления, но вместе с тем ему был возвращён Сен-Сенери. Герцог был заинтересован в ослаблении Роберта де Беллема и возвращении контроля над Мэном, поэтому он не вступал в борьбу со своим младшим братом.

#### Возобновление конфликта
В 1093 году к рождественскому двору Вильгельма II прибыли представители Роберта Куртгёза. Они объявили, что герцог будет считать короля нарушителем заключённого между ними соглашения, если тот немедленно не выполнит его условия. Вильгельму было предложено явиться в Руан, чтобы спор был разрешён свидетелями, присутствовавшими при подписании договора. Собрав значительные денежные ресурсы, в марте 1094 года король прибыл в Нормандию. На суде магнаты признали справедливость претензий герцога. Вильгельм не согласился с вердиктом и отбыл в Э, где начал собирать войска. Вскоре им удалось захватить Бюр, но других значимых успехов в Верхней Нормандии они не добились.
Войска Роберта Куртгёза и Филиппа I действовали во владениях Роджера де Монтгомери, который скончался в Англии 27 июля. Его сын Роджер Пуатевинец находился в Аржантане с большой армией, но он без боя сдался французскому королю. Роберт Куртгёз осадой взял ещё одну близлежащую крепость, где находился Уильям Певерель с 800 бойцами. Союзники повели свои войска на север, но в 40 километрах от Э «король Франции был посредством коварства развёрнут», и армии были распущены.
Предположительно в начале осени Вильгельм обратился за помощью к своему младшему брату. Король пообещал предоставить корабли, чтобы Генрих мог прибыть в Э вместе с Гуго д’Авраншем. В дальнейшем их планы поменялись, и к концу года все трое были уже в Англии. Вероятно, возвращение Вильгельма было связано с восстанием в Уэльсе под руководством Грифита ап Кинана.
В 1095 году Вильгельм был занят борьбой с группой мятежных магнатов, возглавляемой Робертом де Монбреем. Согласно Вустерской хронике, они планировали возвести на королевский престол Этьена Омальского. Весной Генрих вернулся в Нормандию, получив от Вильгельма денежные средства для борьбы против Роберта Куртгёза. О деятельности нормандского герцога в 1095 году почти ничего не известно.

## Крестовый поход

### Начало похода
27 ноября 1095 года на закрытии Клермонского собора папа Урбан II выступил с проповедью, призывающей к военному походу в Святую землю. Рыцари-пилигримы получали отпущение грехов, поклявшись перед Богом идти на Восток с оружием в руках и не отступать от своей цели. Их имущество помещалось под защиту Мира Божьего. Крестоносцы должны были собираться в Ле-Пюи и отправиться в путь в августе, после сбора урожая.
В начале 1096 года Роберт Куртгёз принял решение участвовать в походе вместе со своими зятьями Этьеном де Блуа и Аланом IV Бретонским, двоюродным братом Робертом II Фламандским и графом Мэна Эли. Это предприятие требовало больших затрат: по оценкам, на снаряжение своих войск у ведущих крестоносцев уходила сумма в четыре годовых дохода. Подготовка также осложнялась чередой плохих урожаев в северной Франции. Многие крестоносцы передавали свои владения в живой залог монастырям: кредитор получал имущество во временное пользование, и полученные доходы шли в уплату долга. В Нормандии количество таких хартий было небольшим, что указывает на то, что большую часть расходов для своих войск оплатил Роберт Куртгёз, заложивший своё герцогство Вильгельму II в обмен на 10 тысяч марок. Чтобы собрать средства, английский король потребовал уплаты налога размером в 4 шиллинга с гайды. Значительную часть денег должны были предоставить монастыри: аббат Мальмсбери распорядился снять всё золото и серебро с алтаря, реликвариев и церковных книг, но так и не смог собрать необходимую сумму. В сентябре Вильгельм II прибыл в Руан, чтобы передать деньги и принять управление герцогством. Он отказался гарантировать безопасность Мэна, и Эли де ла Флеш вернулся домой, отказавшись участвовать в походе.
Нормандская армия была одной из крупнейших среди участников Первого крестового похода. Предполагается, что она насчитывала около 6 тысяч бойцов. Вместе с Робертом Куртгёзом в поход отправились участники мятежей против английского короля: епископ Одо, Евстахий III Булонский, Филипп де Монтгомери, Этьен Омальский, Эрнульф де Эсден. В его войске также присутствовали магнаты Верхней Нормандии, перешедшие под власть Вильгельма II, такие как Герард де Гурне и Вальтер де Сент-Валери. Ещё одной группой были придворные английского короля: Иво и Обри де Гранмениль, которые в юности были связаны с Робертом Куртгёзом; их зять, сын королевского стюарда Ральф де Монпинсон; Ильгер Биго, чей родственник Роджер принимал участие в мятеже 1088 года, но впоследствии стал шерифом Норфолка.

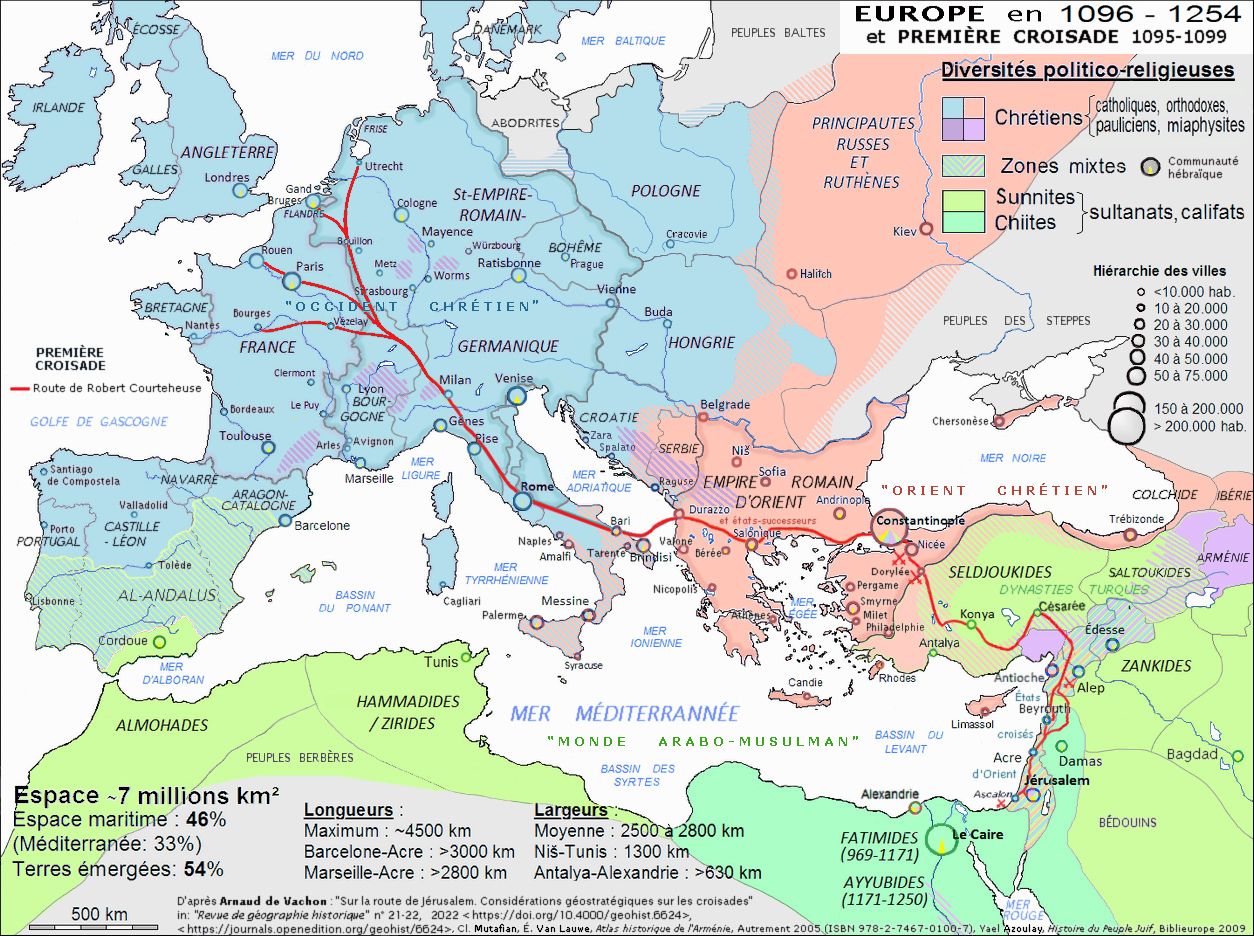
Крестовый поход армии Роберта Куртгёза

В Понтарлье нормандцы и бретонцы соединились с войсками Этьена де Блуа и Роберта Фламандского, и 10-тысячная армия отправилась через Альпы по Via Francigena. В середине ноября крестоносцы прибыли в Лукку, где получили благословение папы. К январю они добрались до Бари. Фламандская армия успешно пересекла Адриатику, но большая часть крестоносцев осталась дожидаться более благоприятных условий в Калабрии. Во время зимовки к войску присоединилось некоторое количество итало-нормандцев.

### Первые битвы
В начале апреля 1097 года армия Куртгёза высадилась в гаванях недалеко от Диррахия и отправилась в Константинополь по Эгнациевой дороге. К середине мая крестоносцы добрались до византийской столицы. После принесения клятвы императору Роберт переправился через Босфор с войсками. В начале июня его армия соединилась с остальными силами крестоносцев, осаждавшими столицу Кылыч-Арслана I Никею. Общая численность собравшихся была около 60 тысяч человек, включая некомбатантов и выживших участников «похода бедноты». В середине июня защитники Никеи договорились о передаче города императору.

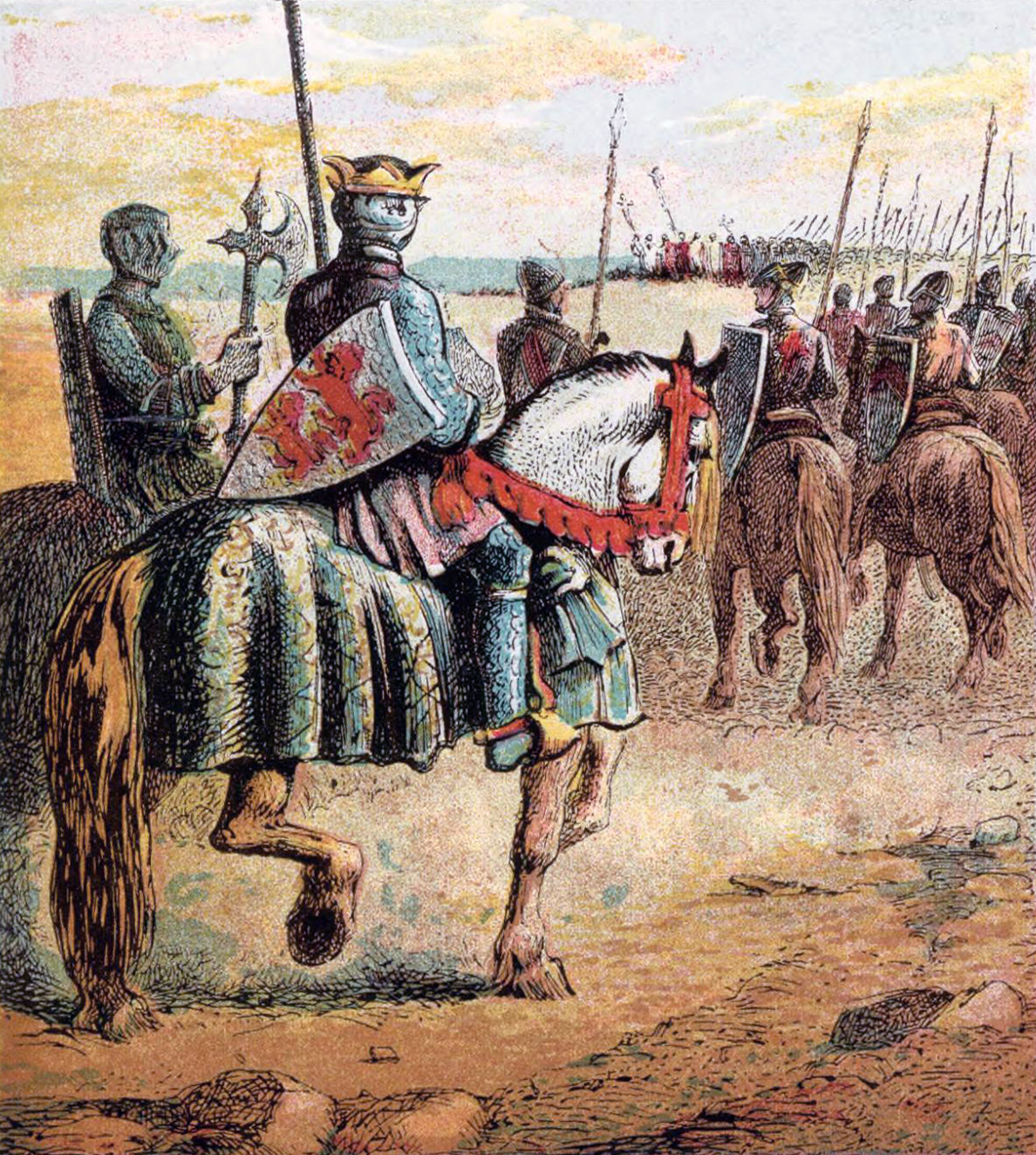
Герцог Роберт на пути в Палестину. Литография Йозефа Кронхайма (1868).

Крестоносцы отправились дальше на юг, разделившись на две группы, следовавшие друг за другом. Роберт Куртгёз был в составе первой из них. Утром 1 июля лагерь крестоносцев, располагавшийся поблизости от Дорилея, был атакован войсками сельджуков. Ральф Канский описывает, как Роберт повёл в бой солдат, укрывшихся в лагере под натиском вражеских конных лучников. Спустя несколько часов прибыла вторая колонна войск, и нападавшие обратились в бегство. Крестоносцы захватили множество лошадей и верблюдов, а также часть казны Кылыч-Арслана. Они продолжили поход, не встречая на своём пути войск сельджуков до конца августа, когда гарнизон Гераклеи без боя впустил их в город.
Куртгёз с основными силами крестоносцев продолжил движение по маршруту, огибающему Таврские горы с севера. По пути войска занимали крепости, оставляемые сельджуками без боя. Первое столкновение произошло в долине Амык, когда отряд Роберта Фламандского попал в засаду после захвата крепости Артах.

### Антиохия
В конце октября отряд под командованием Роберта захватил Железный мост. Взяв под контроль восточную дорогу из Антиохии, крестоносцы приступили к осаде города. У крепостных стен было собрано около 30 тысяч человек, и к Рождеству они стали испытывать нехватку провизии. Предполагается, что Роберт в это время находился в захваченной англичанами Лаодикее, в порты которой поступало снабжение из Кипра. В феврале 1098 года на помощь осаждённым прибыла армия под командованием эмира Халеба Ридвана. Рыцари во главе с Боэмундом Тарентским и Робертом Фламандским напали на сельджуков и обратили их в бегство, в то время как пехота под командованием Роберта Куртгёза и епископа Адемара обороняла лагерь.

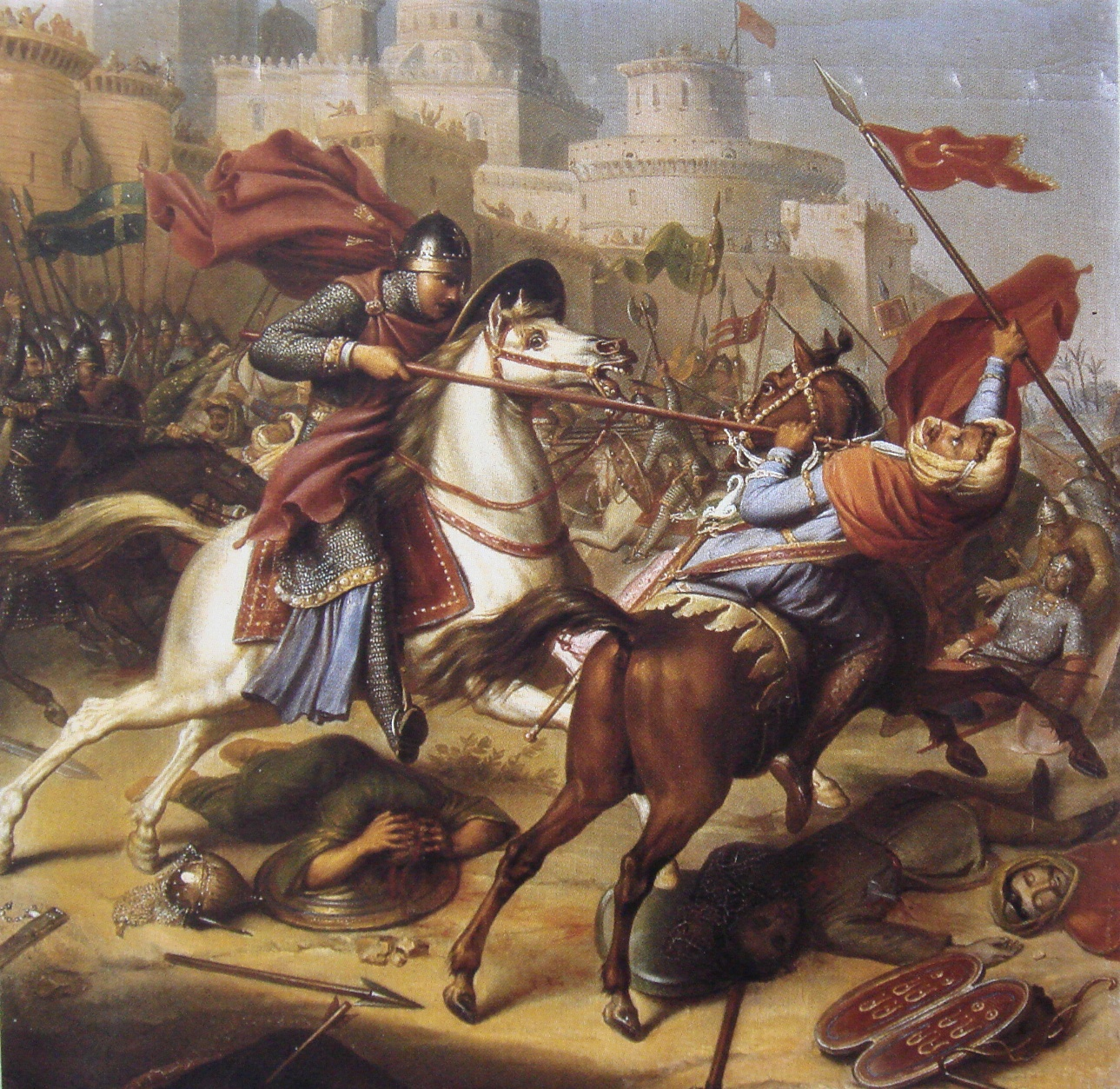
Бой Роберта, герцога Нормандии, с сарацинским воином во время осады Антиохии (1098). Жан-Жозеф Дасси (1838—1839).

В мае стало известно, что к городу направляется многочисленная армия под командованием атабека Мосула Кербоги. Три недели, потраченные им на безуспешную осаду контролируемой Балдуином Булонским Эдессы, позволили крестоносцам захватить Антиохию. В ночь на 3 июня отряд Боэмунда Тарентского при содействии местного жителя проник в одну из башен и впустил войска в город. Уже на следующий день у Железного моста появились передовые отряды армии Кербоги, осадившей Антиохию. 28 июня крестоносцы вступили в бой с сельджуками. Роберт был одним из командиров северофранцузских отрядов, которые первыми вышли на равнину перед замком и заняли позиции у реки Оронт. Сельджуки, несмотря на численное превосходство, не смогли оказать организованного сопротивления, потерпели поражение и обратились в бегство.

### Захват Иерусалима
В январе 1099 года армии Раймунда Тулузского и Роберта Куртгёза отправились в путь по дороге к Хомсу. Далее они повернули на запад, где были атакованы гарнизоном Хисн аль-Акрада. На следующий день после нападения крестоносцы заняли крепость, оставленную защитниками.
14 февраля войска подошли к Арке и приступили к осаде. В марте к ним присоединились прибывшие из Лаодикеи армии Готфрида Бульонского и Роберта Фламандского. Общие силы крестоносцев насчитывали около 1200 рыцарей и 10 тысяч пехотинцев. В мае к Арке прибыли посланники из Фатимидского халифата. Стороны не смогли договориться о союзе против сельджуков, так как представители аль-Мустали не были согласны на передачу Иерусалима, захваченного войсками визиря аль-Афдаля в августе предыдущего года. После провала переговоров участники похода стали спешить завоевать священный город до того, как Фатимиды смогут собрать свои силы. 13 мая крестоносцы оставили Арку, заключили мир с эмиром Триполи и отправились на юг. По пути они не встречали сопротивления, за исключением нападений со стороны гарнизона Сидона.
7 июня крестоносцы добрались до Иерусалима и приступили к осаде города. Армии герцога Нормандии и графа Фландрии расположились напротив ворот Баб-аль-Амуд у северной крепостной стены. Она была наиболее уязвимым местом в укреплениях Иерусалима, и именно здесь годом ранее проникли в город фатимидские войска. 13 июня крестоносцы, поверив пророчеству местного отшельника, предприняли попытку штурма при помощи единственной лестницы, но потерпели неудачу. В дальнейшем они приступили к постройке осадных машин и 15 июля захватили город. 1 августа капеллан Роберта Арнульф был назначен церковным главой Иерусалима. Английские хроники 1120-х годов говорят о том, что нормандский герцог отказался от предложенного ему титула короля Иерусалима, но современные источники таких сведений не содержат.

### Завершение похода
Вскоре в Иерусалим пришли известия о том, что армия халифа готовится отвоевать город. 7 августа следовавшие в Рамлу войска Танкреда Тарентского и Евстахия Булонского разбили передовой фатимидский отряд. Пленники сообщили им о собранной в Аскалоне 20-тысячной армии. 9 августа в Рамлу направились войска Готфрида Бульонского и Роберта Фламандского. Раймунд Тулузский и Роберт Куртгёз послали с ними нескольких своих рыцарей и, после того, как те подтвердили информацию о готовящемся сражении, также выступили из Иерусалима с войсками.
12 августа армия крестоносцев, насчитывавшая около 1200 рыцарей и 9000 пехотинцев, достигла Аскалона. Они выстроились в боевой порядок, и Роберт занял место в его середине. Фатимидская армия располагалась в лагере к северу от крепостных стен и не была готова к бою. Согласно Альберту Аахенскому, аль-Афдаль отправил вперёд эфиопов, вооружённых луками и хлыстами с железными наконечниками. Крестоносцы выдержали атаку лёгкой пехоты и кавалерии и напали на фатимидский лагерь. В «Деяниях франков» говорится о том, что Роберт захватил штандарт визиря, который он впоследствии передал иерусалимскому патриарху. Фатимидская армия была разбита, но из-за ссоры между Раймундом и Готфридом Аскалон не был взят.
В конце августа Куртгёз отправился в обратный путь. Добравшись до Лаодикеи, герцог Нормандии отплыл в Константинополь вместе с Робертом Фламандским, где они с почётом были приняты императором. Зимой Куртгёз прибыл в Италию. Здесь он женился на дочери Готфрида де Конверсано Сибилле. Летом супруги отправились в Нормандию, куда они прибыли не позднее сентября.

## Возвращение в Нормандию
Во время своего правления в Нормандии Вильгельму II удалось консолидировать власть в герцогстве, но некоторые его решения создали ряд проблем для Роберта Куртгёза. В этот период произошло дальнейшее усиление Роберта де Беллема, унаследовавшего земли своего отца. В 1100 году он также стал графом Понтьё по праву своей жены Агнес. Английский король передал Генриху Боклерку контроль над Бессеном, где прежде пользовался влиянием епископ Одо, умерший в 1097 году. Новым епископом Байё Вильгельм назначил Турольда д'Анвермё, который не получил поддержки духовенства и местных жителей.
2 августа 1100 года Вильгельм II был убит в Нью-Форесте во время охоты. Ранее в этом году та же участь постигла здесь внебрачного сына Куртгёза Ричарда. Согласно «Истории английских королей», написанной около 1124 года, в Вильгельма попала стрела Вальтера Тиреля, зятя Гилберта Фиц-Ричарда. Увидев, что король потерял сознание, Вальтер сел на лошадь и скрылся. Простолюдины погрузили Вильгельма на телегу и привезли кровоточащее тело в Винчестер, где монарх был спешно похоронен. Более поздние источники говорят о том, что Вальтер перед своей смертью настаивал на своей невиновности.

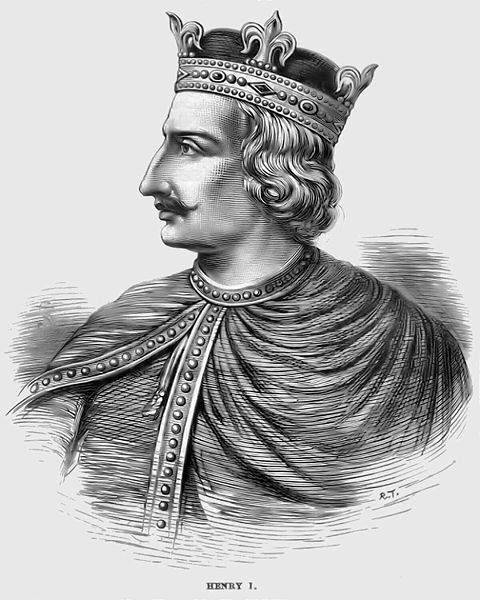
Генрих I. Иллюстрация из Cassell’s History of England (1902).

Генрих Боклерк поспешил из Нью-Фореста в Винчестер, где хранилась королевская казна, и назначил местным епископом дядю Гилберта Фиц-Ричарда Уильяма Гиффарда. Далее он отправился в Лондон, и уже к следующему вечеру преодолел расстояние в 110 километров. 5 августа Генрих был коронован в Вестминстере лондонским епископом Маврикием. Новый король разослал по стране хартию, в которой он обещал покончить с притеснениями, происходившими в правление его предшественника. Вскоре по приказу Генриха был арестован влиятельный и крайне непопулярный сподвижник Вильгельма II Ранульф Фламбард. Он стал первым известным узником Тауэра, но уже в феврале следующего года сбежал оттуда в Нормандию.
Вернувшись в родные земли, Роберт совершил паломничество в Мон-Сен-Мишель, расположенный на западе герцогства, где было сильно влияние его младшего брата. Войска Вильгельма II, противостоявшие силам Эли де ла Флеша в Мэне, отправили своих посланников к Куртгёзу и Боклерку для получения дальнейших указаний. Братья не стали вмешиваться в дела графства, и к октябрю Эли установил над ним контроль.
После возвращения Роберта из крестового похода в герцогстве также произошёл ряд событий, возмутительных с точки зрения местного духовенства. Куртгёз не стел вступать в конфронтацию с проблемным епископом Байё, и тот сохранял свою власть до 1104 года, когда Турольд был низложен папой Пасхалием II. Епархия Лизьё скандальным образом перешла под контроль Ранульфа Фламбарда. Он, согласно Ордерику, добился назначения на кафедру своего малограмотного брата Фулькера. Тот вскоре умер, и Ранульф стал самостоятельно распоряжаться властью в Лизьё, поскольку иерархом был назначен его 12-летний сын. В 1105 году в ситуацию вмешался Иво Шартрский, и герцог лишил Фламбарда власти в епархии. Избранный духовенством преемник не мог получить посвящение, поскольку архиепископ Руана был на тот момент отлучён от церкви, и стал ожидать разъяснений из Рима. Фламбард решил воспользовался этим и, подкупив герцога, добиться назначения своего ставленника Уильяма де Паси. Тот был обвинён в симонии, а Роберт получил предостережение от Пасхалия II. Куртгёз также передал епархию Се под контроль Роберта де Беллема. Его обращение с духовенством привело к тому, что тамошний епископ Серло отлучил нового синьора от церкви и бежал ко двору Генриха I с местными аббатом и архидиаконом.

### Вторжение в Англию
Как утверждает Ордерик, подготовка к вторжению в Англию началась по инициативе Ранульфа Фламбарда, прибывшего в Нормандию в феврале 1101 года. Уильям Мальмсберийский пишет, что к этому моменту Роберт уже планировал действия против своего брата. Пасхалий II в письме 25 февраля говорит о том, что Куртгёз подал в Рим жалобу о нарушении клятвы, данной ему Генрихом.
К кампании против Боклерка присоединились крупнейшие магнаты Англии: Роберт де Беллем, унаследовавший обширные владения своего отца, эрл Корнуолла Уильям де Мортен, которому принадлежал замок Певенси, и эрл Суррея Уильям де Варенн, поддерживавший Вильгельма II в противостоянии с Куртгёзом в 1090 году. Среди союзников герцога также были Евстахий Булонский и Генрих д’Э. К июню 1101 года нормандский флот из 200 кораблей был собран в Ле-Трепоре.
В Англии было известно о готовящемся вторжении. После Пятидесятницы Генрих созвал ополчения из широв. Не дожидаясь их сбора, он отправился с имеющимися войсками на юг, расположившись недалеко от Певенси. 20 июля флот Роберта отправился в Англию. В Ла-Манше он был встречен кораблями, отправленными Генрихом, но их экипаж перешёл на сторону герцога. Нормандский флот отправился на запад, избегая столкновения с английскими войсками, и прибыл в гавань Портсмута не позднее начала августа. Армия Роберта двинулась к Винчестеру, но так и не вошла в город. Войска герцога повернули в направлении Лондона, столкнувшись с силами короля у Алтона, но сражения между ними не произошло.
Не вполне ясно, почему Роберт пошёл на переговоры с братом. Большинство хронистов говорит о том, что примирение было достигнуто усилиями союзников обоих претендентов на трон. Ордерик, напротив, утверждает, что магнаты стремились к войне, но Генрих предотвратил конфликт, лично встретившись с братом. Кэтрин Лак полагает, что ключевым фактором могла стать поддержка Генриха архиепископом Ансельмом, который, согласно Эдмеру, был готов отлучить Роберта от церкви за покушение на власть помазанного на царство монарха.
В Винчестере братья заключили соглашение, условия которого были похожи на договор 1091 года между Робертом и Вильгельмом II. Куртгёз отказывался от претензий на английский престол и освобождал Генриха от данной ему клятвы верности. Братья назначили друг друга наследниками в случае отсутствия легитимного потомства. Генрих отказывался от своих владений в Нормандии, хотя Ордерик утверждает, что он сохранил за собой Донфрон. Английский монарх также обязывался ежегодно выплачивать Роберту 3 тысячи марок серебром, что составляло примерно десятую часть доходов короля. Все участники конфликта должны были быть восстановлены в своих владениях. Братья также обязывались помогать друг другу в отвоевании отцовских земель. Роберт оставался при английском дворе до дня архангела Михаила, после чего вернулся в Нормандию.

### Последствия Винчестерского соглашения
Из союзников Куртгёза наладить отношения с Генрихом удалось только Евстахию Булонскому, женившемуся на сестре королевы. Иво де Гранмениль вернулся в Святую землю, заложив свои владения Роберту де Мёлану. Весной 1102 года Генрих предъявил Роберту де Беллему список из 45 обвинений, и в последующие месяцы он конфисковал все английские владения семьи Монтгомери. Король потребовал от брата наказать изменника, апеллируя к условиям Винчестерского соглашения. Армия герцога осадила Винья, но заговорщики в его лагере подожгли собственные шатры и разбежались, после чего войска де Беллема стали разорять владения соседей.
Вместе с тем Генрих активно вмешивался в дела Нормандии. Ральф III де Конш после смерти отца отправился в Англию, чтобы принять во владение унаследованные там земли. Король организовал его брак с Аделизой, богатой наследницей эрла Нортумбрии Вальтеофа. 12 января 1103 года умер Уильям де Бретёй, не оставивший после себя легитимных потомков. Контроль над его владениями установил его внебрачный сын Евстахий. Встретив сопротивление племянников Уильяма, он обратился за помощью к Генриху I. Король предоставил ему поддержку и выдал за него свою внебрачную дочь Юлиану. Генрих поручил Роберту де Мёлану оказать помощь Евстахию и потребовал от Куртгёза и нормандских магнатов признания нового наследника. В результате кровопролитной войны супругам удалось отстоять свои владения. Мужем другой внебрачной дочери короля, Матильды, стал враждебный Беллемам граф Перша Ротру III.
Возможно, пассивность Роберта Куртгёза по отношению к действиям его брата объясняется личными обстоятельствами. 25 октября 1102 года родился его сын Уильям. 18 марта 1103 года Сибилла де Конверсано скончалась в результате осложнений после родов. Ордерик утверждает, что супруга герцога была отравлена Агнес, вдовой Вальтера Гиффарда, которая была намерена выйти замуж за Роберта и захватить власть в Нормандии.
Согласно Ордерику, в 1103 году Куртгёз предпринял неудачную кампанию против Роберта де Беллема. Арнульф де Монтгомери захватил замок своего брата в Альменеше и передал его под опеку герцога. В ответ Роберт де Беллем сжёг местный женский монастырь, аббатисой которого была его сестра, и вернул себе контроль над замком. Часть его защитников подверглась длительному и тяжёлому заключению, остальные были изувечены. При Эксме Роберт де Беллем разбил войска герцога и его союзников, взял в плен зятя Куртгёза Уильяма и захватил местный замок.
Уильям де Варенн, лишённый королём своих английских владений, обратился к герцогу с тем, чтобы тот уладил этот вопрос со своим братом. Вас полагает, что эрл Суррея был соучастником коварного плана Генриха. Летом 1103 года герцог отправился в Англию. По прибытии его встретил Роберт де Мёлан и сообщил, что Генрих намерен арестовать Куртгёза, явившегося в королевство без приглашения в сопровождении вооружённой охраны. В конечном счёте Боклерк согласился вернуть де Варенну его владения, но герцогу пришлось отказаться от положенных ему по условиям Винчестерского соглашения выплат.
В 1104 году Генрих обвинил Уильяма де Мортена в том, что он незаконно завладел имениями на юго-востоке королевства. Эрл Корнуолла бежал в Нормандию, и монарх конфисковал его английские владения. Замок Певенси Генрих передал Гилберту де л’Эглю. Согласно Ордерику, в августе английский король посетил свои владения в Нормандии и был с почётом принят своими вассалами. Генрих добился встречи с герцогом, на которой обвинил его в нарушении условий заключённого между ними соглашения. Роберт согласился передать своему брату сюзеренитет над Уильямом д’Эврё.

### Вторжение Генриха I в Нормандию
В апреле 1105 года Генрих начал вторжение в Нормандию, к которому он готовился на протяжении прошлого года. Поводом для начала войны послужило пленение Роберта Фиц-Хаймо, разорявшего земли в Бессене. Англичане высадились в Барфлёре и к Пасхе добрались до Карантана. Здесь к ним присоединились армии Эли де ла Флеша и Жофрея IV Мартеля, а также бретонские войска. Среди крупных нормандских магнатов Роберт Куртгёз мог расчитывать только на помощь Роберта де Беллема и Уильяма де Мортена. Герцог призвал в Руан Филиппа I и графа Фландрии Роберта II, но не получил от них поддержки, поскольку английский король заранее деньгами обеспечил их нейтралитет. Сам Куртгёз испытывал нехватку средств и, согласно Васу, его наёмники обирали население удерживаемых ими городов, что настраивало жителей против Роберта.
В середине апреля Генрих прибыл к Байё. Добившись освобождения Роберта Фиц-Хаймо, король потребовал сдачи города. Защитники ответили отказом, после чего Байё был сожжён и разграблен. Следующей целью Генриха стал Кан. Местные горожане, опасаясь за свою судьбу, изгнали кастеляна герцога и передали город королю. Далее Генрих был намерен взять штурмом Фалез, но ему это не удалось, поскольку, как пишет Ордерик, Эли де ла Флеш отвёл свои войска «по просьбе нормандцев». Возможно, что кризис в успешной кампании Боклерка наступил в связи с распространившимися слухами о том, что изгнанный из Англии Ансельм Кентерберийский намерен отлучить монарха от церкви за попытки отстоять своё право назначать прелатов.
В конце мая Генрих вступил в переговоры с герцогом на нейтральной территории в Сенто, но они, как пишет Ордерик, оказались безрезультатными. 21 июля король встретился с Ансельмом в л’Эгле. Ричард Бартон полагает, что для этого ему всё же пришлось заключить перемирие с Куртгёзом и Робертом де Беллемом. Это также могло бы объяснить уход союзников из английского лагеря. Ансельм и Генрих пришли к компромиссному решению: монарх отказывался от своего права назначать прелатов, но они были обязаны приносить ему оммаж. В августе король отбыл в Англию. Он пытался убедить Ансельма вернуться в Кентербери, но архиепископ отказывался это делать, пока решение не будет одобрено папой. Генрих тянул время, продолжая собирать налоги с духовенства, и только в декабре отправил своего представителя в Рим.
Зимой в Англии побывали Роберт де Беллем и Роберт Куртгёз, но ничего не добились. В мае 1106 года Генрих получил положительный ответ папы. Король собирался возобновить военную кампанию в Нормандии после публичного примирения с Ансельмом, но тот отказывался возвращаться в Англию по причине болезни. 15 августа Генрих сам прибыл в Бек на встречу с архиепископом. Избавившись от угрозы отлучения, король был готов продолжить боевые действия. Роберт Куртгёз пошёл на хитрость: в начале сентября Генриху сообщили, что хозяин Сен-Пьер-сюр-Див готов передать ему своё укреплённое аббатство. Король прибыл туда с небольшим отрядом, но гарнизон выдал себя до прибытия подкреплений герцога, которые должны были захлопнуть ловушку. В результате войска Генриха сожгли церковь, где укрывались защитники.

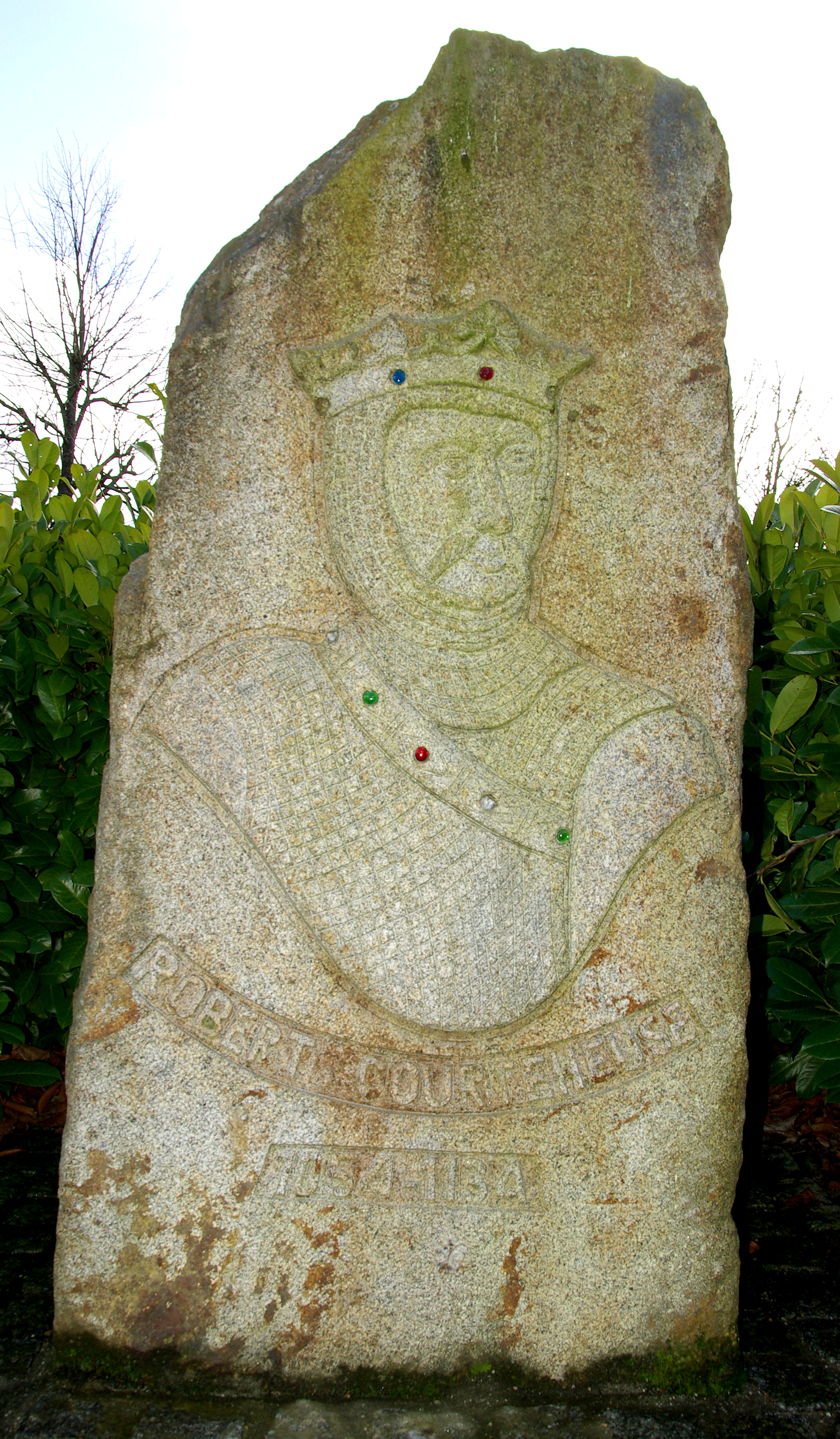
Памятник Роберту Куртгёзу в Теншебре

Армия короля осадила принадлежащий Уильяму де Мортену замок Теншебре. На помощь защитникам пришли войска Роберта Куртгёза. Герцог потребовал снять осаду. Генрих предложил Роберту передать ему власть в Нормандии в обмен на пожизненную пенсию. Виталис де Савиньи призывал братьев к примирению, но сражения было не избежать. Превосходство было на стороне Генриха: из восьми крупнейших нормандских магнатов шестеро были в лагере английского короля. Куртгёза поддерживали только Роберт де Беллем и Уильям де Мортен. На помощь королю также пришли армии Эли де ла Флеша и бретонского герцога Алана. 28 сентября войска вступили в бой. Он продлился не больше часа. Всадники под командованием Эли де ла Флеша ударили во фланг пехотинцев противника и смяли его. Роберт де Беллем, командовавший резервами Куртгёза, обратился в бегство. Канцлер Уальдрик взял герцога в плен.

## В плену
Первым делом Генрих потребовал сдачи Фалеза, где находился четырёхлетний сын Куртгёза Уильям Клитон. Роберт предупредил короля, что гарнизон не сдастся без приказа. Генрих согласился отправить вперёд сподвижника герцога Уильяма де Феррера. Клитон был передан под опеку Эли де Сен-Санса, а город — под контроль короля. В 1110 году Генрих попытался похитить своего племянника, но опекунам удалось выслать его из Нормандии. Из Фалеза Куртгёз был препровождён в Руан. Кастеляны Роберта передали свои замки королю и принесли ему оммаж.
В середине октября Генрих созвал нормандских магнатов на совет в Лизьё. Вскоре после него Роберт был отправлен в Англию. Он был водворён в замок Вэрем, а затем передан под надзор епископа Солсбери Роджера. По всей видимости, большую часть времени Роберт проводил под домашним арестом в замке Девизес. В конце 1126 года, после восстания в поддержку Уильяма Клитона в Нормандии, Куртгёз был передан под надзор своего племянника Роберта Глостерского. Согласно Англосаксонской хронике, это было предпринято по инициативе наследницы Генриха Матильды. Куртгёз был перемещён в Бристоль, а затем в Кардифф. Согласно документам 1130 года, на его содержание в год выделялось 35 фунтов и 10 шиллингов.

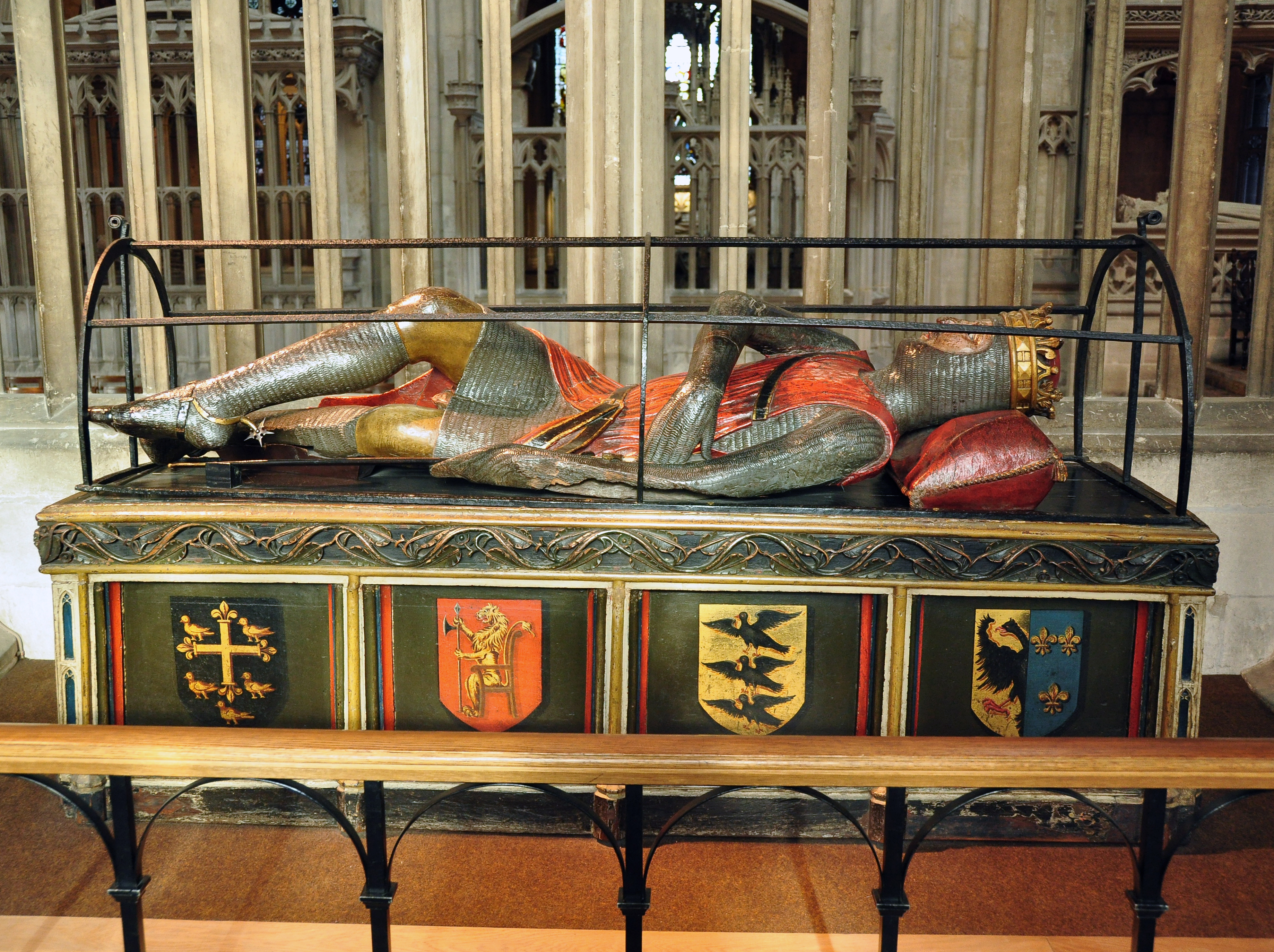
Скульптура XIII века на могиле Роберта Куртгёза в Глостерском кафедральном соборе

3 февраля 1134 года Роберт Куртгёз скончался. Он был похоронен в Глостерском аббатстве. Генрих I распорядился, чтобы на алтаре в честь его брата всегда была зажжена свеча.

## Потомки
Известно о трёх признанных внебрачных детях Куртгёза:
- дочь, имя которой неизвестно, была выдана замуж за Эли де Сен-Санса в 1090 году[22];
- Ричард был убит во время охоты в Нью-Форесте в мае 1100 года;
- Уильям отправился в Святую землю после поражения отца в битве при Теншебре, последнее упоминание о нём относится к 1110 году[5].

В 1100 году Роберт женился на Сибилле (ум. 1103), дочери графа Конверсано Готфрида. Их сын Уильям Клитон (1102—1128) также претендовал на престол Англии и Нормандии. В 1127 году он получил от Людовика VI титул графа Фландрии.

## Оценки личности и правления

### Средневековые источники
Основные источники информации о Роберте были написаны в начале XII века, когда он был пленником английского короля. Их авторы сходятся в том, что Куртгёз, несмотря на личные достоинства, не смог добиться стабильного правления в герцогстве. Эдмер, описывая завоевание Нормандии Генрихом I, говорит о том, что «благочестие и отсутствие тяги к мирскому богатству» привели к падению авторитета Роберта в глазах магнатов, которые, «бросив своего герцога и отринув данные ему клятвы, немедленно устремились за королевским золотом и серебром». Роберт де Ториньи пишет, что Куртгёз «был смелейшим воином и совершил множество благородных деяний» в Святой земле, но показал себя неумелым правителем из-за своей простоты (лат. propter simplicitatem suam) и следования неразумным советам.
Восприятие Роберта Куртгёза как слабого и некомпетентного правителя сложилось на основании текстов Ордерика Виталия и, в меньшей степени, Уильяма Мальмсберийского, характеризовавших герцога в свете его поражения при Теншебре. Оба были монахами, и их оценки отражают те требования, которые церковь предъявляла к мирской власти, а также веру в божественную справедливость, вознаграждающую праведников и карающую грешников. Уильям Мальмсберийский, пользовавшийся покровительством королевы Матильды, отдавал должное подвигам Куртгёза в крестовом походе, но, по его словам, в качестве правителя Роберт потерял уважение своих подданных, будучи незлопамятным и удовлетворяя любые просьбы. Ордерик Виталий отмечает смелость Куртгёза, его военные подвиги и красноречие, но критикует его за отсутствие дисциплины, излишнюю щедрость и милосердие, вызывавшие презрение со стороны подданных. С его точки зрения, Роберт не справлялся с обязанностями мирского правителя, и Богу было угодно передать Нормандию под власть Генриха I. Отношение Ордерика к потомкам Вильгельма Завоевателя в значительной степени определялось ненавистью, которую монах испытывал к Роберту де Беллему. С точки зрения хрониста, освобождение магната Куртгёзом в 1088 году стало причиной беззакония, царившего в Нормандии вплоть до ареста де Беллема в 1112 году.
В отличие от вышеупомянутых авторов, Джефрей Гаймар был мирянином, прославлявшим куртуазные идеалы. В своей «Истории англов» он воспевает рыцарские подвиги Роберта и пишет, что «под небом не было лучшего господина» (старофр. suz ciel n'aveit meillur barun). «Роман о Ру» Васа был написан во второй половине столетия с опорой на тексты Ордерика Виталия и Роберта де Ториньи, но автор также использовал устные источники и свидетельства очевидцев. Поэт более благосклонен к герцогу, чем хронисты-монахи, и он описывает ряд новых эпизодов, указывающих на благородство и милосердие Роберта.
Авторы текстов о крестовых походах преимущественно прославляли рыцарские подвиги, но в некоторых из них также можно найти критику Куртгёза. Ральф Канский говорит об исключительной щедрости и благочестии герцога, но винит его в том, что из-за его излишней снисходительности преступники в Нормандии оставались безнаказанными. Гвиберт Ножанский утверждает, что недостатки Роберта, такие как слабоволие, расточительство и праздность, искупались его упорством и доблестью, а его милосердие не позволяло мстить предателям, и он оплакивал их, если изменников постигало наказание.

### Современные историки
В 1918 году Чарльз Хоумер Хаскинс представил результаты своего исследования государственных институтов Нормандии. Он полагал, что их устройство важно для понимания таких явлений, как административные реформы Филиппа II и появление жюри присяжных в английском праве. Оценивая количество и содержание хартий, составленных при Роберте Куртгёзе, он характеризовал его как слабого и неэффективного правителя, которому были свойственны «праздность, непостоянство и легкомысленная безответственность». Хаскинс помогал своему ученику Чарльзу Уэнделлу Дэвиду в работе над биографией герцога, опубликованной в 1920 году. В ней воспроизводился негативный образ Роберта, предложенный Ордериком. До начала XXI века книга Дэвида оставалась единственной масштабной работой, посвящённой Куртгёзу.
В конце XX века начали предприниматься попытки переоценки взглядов на Роберта. В 1981 году была опубликована статья Стефани Муэрс, в которой неудачи герцога объяснялись конъюнктурой, обусловившей недостаток его поддержки со стороны вассалов. В 1990-е годы устоявшиеся оценки Роберта были поставлены под сомнение исследователями, анализировавшими обстоятельства, осложнившие его правление: конфликт с отцом, сложные взаимоотношения с приграничными магнатами, вмешательство братьев в ситуацию в Нормандии. В посвящённых Куртгёзу работах, опубликованных в 2000-е годы, был предложен критический взгляд на источники информации о Роберте и мотивацию их авторов.

### Комментарии
1. ↑  Также Роберт Коротконогий, Роберт Короткие штаны[1][2][3], Роберт II и Роберт III.
2. ↑  У британских монархов назначение наследников соправителями впервые стало практиковаться в середине XII века.
3. ↑  В V книге он говорит о ссоре «юнца» (лат. tiro) Роберта с отцом и пятилетнем изгнании, которое завершилось осадой Жерберуа[11]. В IV книге он объясняет мятеж тем, что Роберт, будучи подростком, потребовал власти над Мэном и Нормандией после смерти своей невесты Маргариты[12].
4. ↑  Он, согласно Ордерику, вскоре заключил мир с английским королём и, получив денежное вознаграждение, согласился помогать Вильгельму в осаде крепостей, занятых сторонниками Роберта[12]. Можно допустить, что до заключения этого союза они не были в состоянии конфликта.
5. ↑  5 тысяч фунтов согласно Ордерику, 3 тысячи марок согласно Уильяму Мальмсберийскому[19].
6. ↑  Ордерик причисляет его к союзникам Вильгельма II.
7. ↑  Он не упоминается напрямую среди заговорщиков, но его участие предполагается на основании утверждения Уильяма де Сен-Кале о восстании в Лондоне.
8. ↑  Вероятно, Роберт де Мёлан осуществлял фактический контроль над Иври за своего отца, который согласился на обмен, не получив согласия сына. Брионн был важным связующим звеном между владениями Роджера вдоль реки Риль[фр.]. Для Роберта, владевшего графством Мёлан во владениях французского короля, приграничный Иври имел стратегическое значение. Для герцога такая позиция приграничного магната могла видеться слишком угрожающей, особенно в свете его поездки в Англию.
9. ↑  Ордерик указывает в качестве нового владельца его двоюродного брата Роберта де Мёле.
10. ↑  Из текста Ордерика неясно, идёт ли речь о графе или его племяннике. Вероятно, что они оба участвовали в подавлении мятежа[29].
11. ↑  Хозяин графства Мортен, располагавшегося между Донфроном и Авраншем, умер в первой половине 1095 года. Епископ Кутанса смертельно заболел в начале 1092 года. Деятельность его племянника Роберта была ограничена Англией, где он в 1095 году попал в пожизненное заключение за мятеж против Вильгельма II.
12. ↑  Хроники указывают, что она находилась в Ульме[фр.]. Предположительно имеется в виду Шато-Гонтье в Ла-Курбе[фр.].
13. ↑  др.-англ. wearð se cyng of France þurh gesmeah gecyrred
14. ↑  При дворе Алексия от предводителей крестоносцев требовали взять на себя обязательство передавать отвоёванные территории империи под контроль Константинополя в обмен на помощь в осуществлении похода. Для греков принесение клятвы императору было стандартной процедурой, гарантирующей, что действия чужеземцев не будут направлены против Византии. В восприятии латинян она подразумевала вступление в феодальные отношения и принятие более серьёзных обязательств обеими сторонами[34].
15. ↑  Вас позднее объяснял это тем, что в городе находилась крестница герцога королева Матильда, переживавшая тяжёлые роды. Это не согласуется с тем фактом, что в феврале следующего года у неё родилась дочь[46].